# 蘇嘉湖小片
蘇嘉湖小片是吳語太湖片的核心區域，範圍包括原蘇滬嘉小片中除遠上海地區及其周邊北部部份地區的廣大區域，加入原湖州小片地區。苏嘉湖小片25县市，人口1400万。

## 範圍
- 江苏

常熟、无锡市区、苏州市区、吴中区、吴江、昆山、太仓，南通部分地区启东、海门、如东部分地区。
- 浙江

嘉兴、嘉善、桐乡、平湖、海盐、海宁、湖州、长兴、安吉（以上两县西部边境官话移民区除外）、德清、余杭。
- 安徽

广德（土著方言，现仅分布于南部蘆村鄉的甘溪溝及東亭鄉部分村莊）。